# Metairie
Metairie je census-designated place (CDP) v okresu Jefferson Parish ve státě Louisiana ve Spojených státech amerických. Leží v sousedství města New Orleans, největšího města státu Louisiana. Jedná se o nezařazené území, které by v případě zařazení bylo čtvrtým největším městem Louisiany za Shreveportem.
Podle sčítání lidu z roku 2020 zde žilo 143 507 obyvatel. S rozlohou 60,35 km² byla hustota zalidnění 2 382 obyvatel na km².

## Etymologie
Název Metairie pochází z francouzského slova Métairie, které označuje malou nájemní farmu, jejíž nájemníci platili podíl z produkce svému pronajímateli. Tento systém byl známý jako sharecropping (francouzsky métayage).

## Historie
Prvními Evropany v oblasti byli francouzští osadníci ve 20. letech 18. století. Osada se nacházela na přírodní hrázi zvané Metairie Ridge, která vznikla podél dávného ramene řeky Mississippi známého jako Bayou Metairie. Tato hráz sloužila jako přirozená cesta, kterou používali původní obyvatelé Acolapissa. Dnes se tato cesta nazývá Metairie Road.
Oblast zažila významný růst po druhé světové válce, kdy byly vysušeny okolní mokřady. Rozvoj této oblasti podnítil příliv obyvatel z New Orleans, kteří hledali levnější bydlení s většími pozemky.

## Geografie
Metairie leží na východě okresu Jefferson Parish a sousedí s New Orleans na východě, Kennerem na západě, jezerem Pontchartrain na severu a železniční tratí Illinois Central Railroad na jihu.
Podle údajů amerického statistického úřadu má Metairie rozlohu 60,35 km², z toho 60,24 km² je pevnina a 0,11 km² (0,18 %) tvoří vodní plochy.

## Demografie
Podle sčítání lidu v roce 2020 žilo v Metairie 143 507 obyvatel. Hustota zalidnění činila 2 382 obyvatel na km². Rasové složení:
- 62,9 % běloši (nehispánští),
- 10,9 % Afroameričané,
- 3,7 % Asiaté,
- 0,5 % původní obyvatelé Ameriky,
- 0,02 % pacifičtí ostrované,
- 3,21 % více ras.

Obyvatelé hispánského nebo latinskoamerického původu, bez ohledu na rasu, tvořili 18,2% populace.

## Ekonomika
V Metairie sídlí společnost Rawbar Inc., která provozuje řetězec restaurací Acme Oyster House.

## Doprava
Nejčastější způsob dopravy v Metairie je automobilová doprava. Veřejnou dopravu zajišťuje společnost Jefferson Transit (JeT), která však nejezdí o nedělích, svátcích a v noci. Hlavní dopravní tepnou je dálnice Interstate 10.

## Kultura a vzdělání
V Metairie se nachází několik veřejných knihoven, které provozuje Jefferson Parish Library.